# Stoneface & Terminal
Stoneface & Terminal ist ein deutsches Trance- und Techno-Projekt bestehend aus den DJs und Musikproduzenten Matthias Gierth (Stoneface) und Henry Nix (Terminal).

## Bandgeschichte
Gierth und Nix kennen sich seit der gemeinsamen Schulzeit.
In den Jahren 1998 bis 1999 veröffentlichten sie unter den Pseudonymen Terminal und Terminal East (damals mit drei weiteren Mitgliedern) ihre ersten Singles. 2002 entschieden sich beide als Duo unter dem Namen Stoneface vs. Terminal weiterzuarbeiten und veröffentlichten die Single Two and Two über das Musiklabel Clubgroove Records. Außerdem begannen sie als Produzententeam für andere Künstler und unter mehreren Pseudonymen zu arbeiten. Aufgrund der Krise in der Musikindustrie wurde es für beide schwieriger, ein geeignetes Label zu finden. Im Sommer 2004 gründeten sie daraufhin ihr eigenes Label Electric Department Records. Sie ersetzten vs. durch & und veröffentlichten die Single Soulreaver.
2005 entschlossen sie sich, sich nur noch auf das Projekt Stoneface & Terminal zu konzentrieren. Nach insgesamt vier Veröffentlichungen über das eigene Plattenlabel unterschrieben sie Ende des Jahres 2005 beim Löbauer Label euphonic einen neuen Vertrag. 
Als DJs spielten Stoneface & Terminal bisher in Ländern wie den USA, Kanada, Australien, Neuseeland, Mexiko, Indonesien, Argentinien, Malaysia, England, Russland, Ungarn, Polen und Schweden.

## Diskografie

### Singles
| Name                                    | Titel                           | Label               | Jahr |
| --------------------------------------- | ------------------------------- | ------------------- | ---- |
| Stoneface & Terminal ft. Ellie Lawson   | For You                         | Euphonic            | 2014 |
| Stoneface & Terminal ft. Ana Criado     | One Heart                       | Adrian & Raz        | 2013 |
| Stoneface & Terminal                    | Stuck In A Loop                 | Euphonic            | 2013 |
| Stoneface & Terminal with Kyau & Albert | We Own The Night                | Euphonic            | 2013 |
| Stoneface & Terminal ft. Amurai         | Let You Fall                    | Euphonic            | 2013 |
| Stoneface & Terminal                    | Green Velvet / Gallery Of Sound | Armada Music        | 2013 |
| Stoneface & Terminal                    | Scuderia                        | Euphonic            | 2012 |
| Stoneface & Terminal ft. Cathy Burton   | Go The Distance                 | Adrian & Raz        | 2012 |
| Stoneface & Terminal                    | Here Comes The Sun              | Euphonic            | 2012 |
| Stoneface & Terminal ft. Ellie Lawson   | Breaking Through                | Euphonic            | 2012 |
| Stoneface & Terminal                    | Leaving Earth                   | Euphonic            | 2011 |
| Stoneface & Terminal                    | Rush                            | Euphonic            | 2011 |
| Stoneface & Terminal                    | Time to Wait                    | Euphonic            | 2011 |
| Stoneface & Terminal                    | Here to Stay                    | Euphonic            | 2011 |
| Stoneface & Terminal                    | Moment                          | Euphonic            | 2010 |
| Stoneface & Terminal                    | Don't Give A F*ck               | Euphonic            | 2009 |
| Stoneface & Terminal                    | St.Francis Foley                | Euphonic            | 2009 |
| Stoneface & Terminal                    | Santiago/Stardust               | Euphonic            | 2009 |
| Stoneface & Terminal                    | Blueprint                       | Euphonic            | 2008 |
| Stoneface & Terminal                    | Mars EP                         | Euphonic            | 2008 |
| Stoneface & Terminal                    | Inner Voice/Volcano             | Euphonic            | 2007 |
| Ronski Speed with Stoneface & Terminal  | Soulseeker                      | Euphonic            | 2007 |
| Stoneface & Terminal                    | Earth EP                        | Euphonic            | 2006 |
| Stoneface & Terminal                    | Venus                           | Euphonic            | 2006 |
| Ronski Speed with Stoneface & Terminal  | Incognition/Drowning Sunlight   | Euphonic            | 2005 |
| Stoneface & Terminal                    | Summerscape/Miami               | Electric Department | 2005 |
| Stoneface & Terminal                    | Sidewinder                      | Electric Department | 2005 |
| Stoneface & Terminal                    | Merkur                          | Electric Department | 2005 |
| Stoneface & Terminal                    | Soulreaver                      | Electric Department | 2004 |
| Stoneface vs. Terminal                  | Two and Two                     | Clubgroove          | 2002 |
| Terminal East                           | ...so good                      | Energized Records   | 2000 |
| Terminal                                | I am not waiting                | P-Style Records     | 1999 |
| Terminal                                | It's Hot                        | Artist Factory      | 1998 |
| Terminal                                | Free of Spac e                  | Artist Factory      | 1998 |

### Remixes
| Name                                     | Titel                                                             | Label                  | Jahr |
| ---------------------------------------- | ----------------------------------------------------------------- | ---------------------- | ---- |
| VADA                                     | Fire in the Sky (Stoneface & Terminal Remix)                      | Garuda                 | 2011 |
| Andy Moor feat. Sue McLaren              | Fight The Fire (Stoneface & Terminal Remix)                       | AVA/Armada Music       | 2011 |
| Cosmic Gate                              | London Rain (Stoneface & Terminal Remix)                          | Black Hole Recordings  | 2010 |
| Shogun ft. Emma Lock                     | Save me (Stoneface & Terminal Remix)                              | S 107 Rec.             | 2010 |
| Nitrous Oxide                            | Dreamcatcher (Stoneface & Terminal Remix)                         | Anjunabeats            | 2010 |
| Yenn                                     | Monzen (Stoneface & Terminal Remix)                               | Euphonic               | 2010 |
| System F                                 | Out of the Blue 2010 (Stoneface & Terminal Remix)                 | Premier                | 2010 |
| The Space Brothers                       | Heaven (Stoneface & Terminal Remix)                               | Armada Music           | 2010 |
| Marcus Schossow & Reeves ft. Emma Hewitt | Light (Stoneface & Terminal Remix)                                | Spinnin                | 2010 |
| Tritonal                                 | Suede (Stoneface & Terminal Remix)                                | Garuda                 | 2009 |
| John O’Callaghan                         | Out of nowhere (Stoneface & Terminal Remix)                       | Armada Music           | 2009 |
| Adam Nickey                              | Callista (Stoneface & Terminal Remix)                             | Anjunabeats            | 2009 |
| Tropical Groove                          | Cloudwalk (Stoneface & Terminal Remix)                            | Ask4                   | 2009 |
| Adiva feat.Vicky Fee                     | How does it feel (Stoneface & Terminal Remix)                     | Coldharbour Recordings | 2009 |
| Activa, Chris & Matt Kidd                | U.R. (Stoneface & Terminal Remix)                                 | Discover               | 2009 |
| Oceania                                  | Always (Stoneface & Terminal Remix)                               | Vandit                 | 2009 |
| Mike Emery                               | Vapour Trail (Stoneface & Terminal Remix)                         | Conspiracy             | 2009 |
| Cressida                                 | Onyric (Stoneface & Terminal Remix)                               | Euphonic               | 2009 |
| Seventh Heaven                           | Dolphins (Stoneface & Terminal Remix)                             | Red Force              | 2009 |
| Armin van Buuren feat. Jaren             | Unforgivable (Stoneface & Terminal Vocal/Dub Mix)                 | Armada Music           | 2009 |
| Marc Marberg with Kyau & Albert          | Orange Bill (Stoneface & Terminal with Marc Marberg Mix)          | Euphonic               | 2008 |
| Mark Sherry                              | A Star within a Star (Stoneface & Terminal Remix)                 | High Contrast          | 2008 |
| Mirco de Govia                           | Evolution Part 2 (Stoneface & Terminal Remix)                     | Euphonic               | 2007 |
| Above & Beyond                           | Home (Stoneface & Terminal Remix)                                 | Euphonic               | 2007 |
| Gareth Emery                             | More Than Anything (Stoneface & Terminal Remix)                   | Five AM                | 2007 |
| Shy Brothers                             | Feeling like (Stoneface & Terminal Remix)                         | Solid Trax             | 2007 |
| Marc Marberg with Kyau & Albert          | Megashira (Stoneface & Terminal Remix)                            | Euphonic               | 2007 |
| DT8 Project                              | Hold me till the end (Ronski Speed with Stoneface & Terminal Dub) | Euphonic               | 2007 |
| Visior & Dark Moon                       | Beautiful People (Stoneface & Terminal Remix)                     | Breeze                 | 2007 |
| Talla 2XLC                               | Shine (Stoneface & Terminal Remix)                                | Technoclub             | 2005 |
| Carl B.                                  | Social Suicide (Ronski Speed with Stoneface & Terminal Mix)       | Profuse                | 2006 |
| Sandra Flyn                              | Rocking (Stoneface & Terminal Remix)                              | Midway                 | 2006 |
| Nu Nrg                                   | Casino (Stoneface & Terminal Remix)                               | Vandit                 | 2006 |
| Solarscape                               | Alive (Ronski Speed with Stoneface & Terminal Vocal + Dub Mix)    | Profuse                | 2006 |
| 4 Strings                                | Sunrise (Stoneface & Terminal Remix)                              | AlphabetCity           | 2005 |
| Duende                                   | Ilimitado (Stoneface & Terminal Remix)                            | Afterglow              | 2005 |
| Marksun & Brian                          | Neno Itome (Stoneface & Terminal Remix)                           | Euphonic               | 2005 |
| Kuffdam & Plant                          | Summerdream (Stoneface & Terminal Remix)                          | Monster Force          | 2005 |
| Ohm Boys                                 | Down Under (Stoneface & Terminal Remix)                           | Red Silver             | 2005 |

### Alben
| Name                 | Titel          | Label                             | Jahr |  |
| -------------------- | -------------- | --------------------------------- | ---- |  |
| Stoneface & Terminal | Wide Range     | Euphonic / Water Music / Sony ATV | 2007 |  |
| Stoneface & Terminal | Be Different   | Euphonic / Sony ATV               | 2014 |  |
| Stoneface & Terminal | 10 Years       | Euphonic / Sony ATV               | 2015 |  |
| Stoneface & Terminal | Altered Floors | Future Sound of Egypt / Sony ATV  | 2018 |  |

### Kompilationen
| Kompilation          | Zusatz                                   | Label       | Jahr |
| -------------------- | ---------------------------------------- | ----------- | ---- |
| This is Trance Vol.5 | Compiled & Mixed by Stoneface & Terminal | Water Music | 2007 |